# Ludwig von Wolzogen

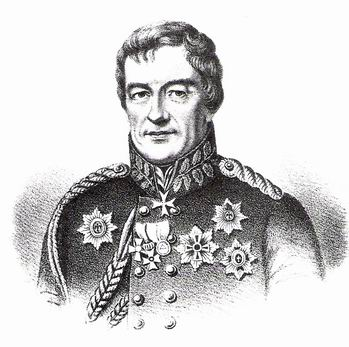
Ludwig Freiherr von Wolzogen

Justus Philipp Adolf Wilhelm Ludwig Freiherr von Wolzogen (* 4. Februar 1773 in Meiningen; † 4. Juli 1845 in Halle (Saale)) war ein preußischer General der Infanterie.

## Leben

### Herkunft
Ludwig war der Sohn des sachsen-hildburghausischen Geheimen Legationsrats Ernst Ludwig Freiherr von Wolzogen (1723–1774) und dessen Ehefrau Wilhelmine Henriette, geborene Marschalk von Ostheim (1745–1788).

### Militärkarriere
Durch den frühen Tod der Eltern wurde Wolzogen zunächst bei einem Prediger erzogen und kam im September 1781 auf die Hohe Karlsschule in Stuttgart, wo er die strenge Ausbildung mit großem Erfolg absolvierte. Im April 1792 trat er in das I. Bataillon der Garde zu Fuß der Württembergischen Armee ein und wechselte 1794 als Leutnant in das Infanterieregiment „von Hügel“. Seit dieser Zeit war er mit Friedrich von Schiller befreundet, der durch die Heirat mit Charlotte von Lengefeld zudem der Schwager seines älteren Bruders Wilhelm von Wolzogen war.
Auf Vermittlung des Fürsten Hohenlohe trat Wolzogen im Herbst 1794 in preußische Dienste und wurde als Portepeefähnrich in dessen Infanterieregiment angestellt. Bis Mitte Dezember 1797 avancierte er zum Sekondeleutnant. Wolzogen veröffentlichte wissenschaftliche Arbeiten und machte während eines Aufenthaltes in Weimar Bekanntschaft mit Goethe, Wieland und Herder. 1802 wurde er durch die Freundschaft mit Scharnhorst Mitglied in der Militärischen Gesellschaft und übernahm den Auftrag zur Erziehung des jungen Prinzen Eugen von Württemberg. Anfang Juni 1805 nahm er seinen Abschied aus preußischen Diensten, trat kurz darauf wieder in die Württembergische Armee ein und wurde als Kapitän, Flügeladjutant und Kammerherrn beim Prinzen Eugen von Württemberg angestellt. In dieser Stellung nahm er 1805 während des Dritten Koalitionskriegs am Feldzug gegen Österreich teil und stieg Anfang Oktober 1805 zum Major auf. Mit der Beförderung zum Oberstleutnant und Kommandeur des Bataillons der Garde trat Wolzogen am 9. Oktober 1806 in den Truppendienst zurück.
Vom württembergischen König wurde Wolzogen 1806 zu Napoleon nach Mainz entsandt, um die Hochzeit der württembergischen Prinzessin Katharina mit Jérôme Bonaparte zustande zu bringen.
Auf Betreiben seines ehemaligen Zöglings, des Prinzen Eugen von Württemberg, wechselte Wolzogen mit diesem 1807 in die russische Armee und fand eine Anstellung als Major im Stab des russischen Generalquartiermeisters. Durch kluge militärische Arbeiten, unter anderem der 1810 veröffentlichten Denkschrift Napoleon und die Art, gegen ihn Krieg zu führen, in der erstmals der Gedanke ausgesprochen wurde, dass Bonaparte nicht mit einem offensiven Operationsplan zu besiegen sei, sondern vielmehr durch Locken in weite Fernen, durch kleinere Scharmützel und Behinderung des Verpflegungsnachschubs sturmreif gemacht werden müsse, wurde der Zar auf ihn aufmerksam, der ihn zu seinem Flügeladjutanten und 1811 zum Oberstleutnant ernannte. Im Feldzug von 1812 war Wolzogen als Oberst im Generalstab des Generals Barclay de Tolly und später auch bei Kutusow, wo er sich in den Schlachten bei Smolensk und Borodino auszeichnete. Dafür erhielt Wolzogen den Orden der Heiligen Anna III. Klasse.
Während des Sechsten Koalitionskrieges war Wolzogen 1813 dem Hauptquartier von Kaiser Alexander I. zugeteilt und stellte einmal mehr seine militärischen Fähigkeiten unter Beweis, als er während der Völkerschlacht bei Leipzig bemerkte, dass Fürst Schwarzenberg seine Reservetruppen so ungünstig aufgestellt hatte, dass diese leicht vom Feind abgeschnitten und völlig aufgerieben werden konnten. Auf Wolzogens Initiative wurden die Truppen in letzter Stunde in anderer Form aufgestellt, was dazu führte, dass Schwarzenbergs Niederlage vermieden und der Sieg der Verbündeten gesichert wurde. Kaiser Alexander ernannte Wolzogen daraufhin zum Generalmajor und Friedrich Wilhelm III. verlieh ihm dem Orden Pour le Mérite.
Im Frühjahr 1814 wurde er zum Chef des Stabes des 3. Bundeskorps unter Herzog Karl August von Sachsen-Weimar ernannt. In dieser Stellung nahm er 1814 am Feldzug in den Niederlanden teil, wurde mit dem Schwertorden ausgezeichnet und begleitete den Herzog später zum Wiener Kongress. Auf Wolzogens Bitte hin, nahm ihn der preußische König 1815 als Generalmajor wieder in preußische Dienste. Mit dem Oberst von Brause widmete er sich sowohl der Erziehung des Prinzen Wilhelm und Friedrich von Preußen als auch der Arbeit in der Reorganisationskommission zur Erneuerung der Kadettenanstalten. In dieser Zeit trat er auch der Gesetzlosen Gesellschaft zu Berlin bei. 1816 wurde ihm die Erlaubnis zum Tragen des Großkreuzes des Ordens vom Weißen Falken erteilt. 1818 ernannte ihn Friedrich Wilhelm III. zum ständigen Bevollmächtigten bei der Militärkommission des Deutschen Bundes. Mit großer Umsicht und Besonnenheit wirkte er in dieser oftmals schwierigen Stellung neunzehn Jahre. Wolzogen stieg im April 1820 zum Generalleutnant auf. erhielt Mitte Dezember 1824 das Großkreuz des Leopold-Ordens und übernahm 1825 im Namen des Bundes die Bundesfestung Mainz, ebenso 1826 Luxemburg.
Anlässlich des Ordensfestes wurde er Mitte Januar 1833 mit dem Roten Adlerorden I. Klasse mit Eichenlaub ausgezeichnet. Am 12. März 1836 wurde Wolzogen als General der Infanterie mit Pension der Abschied bewilligt. Er lebte abwechselnd in Halle (Saale), Berlin und auf seinem Gut Kalbsrieth, das er von der mit ihm verwandten Charlotte von Kalb erworben hatte. Im Jahre 1845 starb Wolzogen in Halle (Saale) und wurde auf dem Berliner Invalidenfriedhof bestattet.

### Familie
Er heiratete in Ludwigsburg bei Stuttgart 1820 Emilie von Lilienberg (1797–1872). Der Ehe entstammten zwei Töchter und drei Söhne.
- Alfred (1823–1883)

⚭ 1847 Elisabeth Schinkel († 1851)
⚭ 1853 Harriet Houssemayne Du Boulay (* 1830)
- Therese (* 1822)
- Anna (* 1824) ⚭ 1844 Marcus von Niebuhr (1817–1860)
- Hermann (* 1826)
- Eduard (* 1827)